# Villanueva (kommun i Mexiko)
Villanueva är en kommun i Mexiko.   Den ligger i delstaten Zacatecas, i den centrala delen av landet, 500 km nordväst om huvudstaden Mexico City.
Följande samhällen finns i Villanueva:
- Villanueva
- El Jagüey
- Boca de Rivera
- Francisco Villa
- Colonia del Carmen
- El Vergel
- San Miguel
- El Pantano
- Presa de Maravillas
- Los Caños
- Maravillas
- Colonia Lázaro Cárdenas